# Nikke Ankara
Nikke Ankara, pseudonimo di Niiles Hiirola (Lahti, 26 aprile 1991), è un rapper finlandese.

## Biografia
Nikke Ankara ha fatto il suo debutto discografico con l'album in studio Nikke tulee kotiin (2015), arrivato 5º nella Suomen virallinen lista e contenente la hit numero uno Värifilmi. L'anno precedente è stato candidato per l'MTV Europe Music Award al miglior artista finlandese, nomination che riceverà in due ulteriori occasioni.
Il suo secondo album, finito sul podio della classifica nazionale, è stato pubblicato nell'aprile 2018.

## Discografia

### Album in studio
- 2015 – Nikke tulee kotiin
- 2018 – Ootsä nähny Nikkee

### Singoli
- 2015 – Koska sä eroot
- 2016 – En tiiä sun nimee (feat. Ollie)
- 2016 – Ettei nyt vaan sattuis mitään
- 2016 – Mona Lisa
- 2016 – Pisamat
- 2017 – Pettävällä jäällä
- 2017 – Kyyneleet
- 2017 – Kesärenkaat
- 2017 – Juulian totuudet
- 2017 – Nothing Is Over
- 2017 – Miks ei
- 2017 – Kaadutaan (feat. Irina)
- 2018 – Rikkinäinen prinsessa
- 2021 – Baby
- 2022 – Sarvet (con Jesse Jason)
- 2022 – Paljon kello on?
- 2023 – Kerroin susta frendeille